# ایوا کاراگیوزیوا-شکوروا
ایوا کاراگیوزیوا-شکوروا (بلغاری: Ива Шкодрева-Карагьозова؛ زادهٔ ۲۱ سپتامبر ۱۹۷۱) ورزشکار دوگانه اهل بلغارستان است.